# Phanerotoma novaguineensis
Phanerotoma novaguineensis är en stekelart som beskrevs av Szepligeti 1900. Phanerotoma novaguineensis ingår i släktet Phanerotoma och familjen bracksteklar. Inga underarter finns listade i Catalogue of Life.